# Ognéville
Ognéville – miejscowość i gmina we Francji, w regionie Grand Est, w departamencie Meurthe i Mozela.
Według danych na rok 1990 gminę zamieszkiwało 119 osób, a gęstość zaludnienia wynosiła 29 osób/km² (wśród 2335 gmin Lotaryngii Ognéville plasuje się na 926. miejscu pod względem liczby ludności, natomiast pod względem powierzchni na miejscu 1088.).